# فیلیپ کلارک (بازیکن راگبی)
فیلیپ کلارک (انگلیسی: Philip Clark; ۱۸ سپتامبر ۱۸۹۸ – ۱۶ دسامبر ۱۹۸۵) بازیکن راگبی ۱۵ نفره اهل ایالات متحده آمریکا بود.